# Infini
Az Infini a kanadai Voivod zenekar 2009-ben megjelent tizenötödik nagylemeze (és egyben tizenkettedik stúdióalbuma). Az előző albumhoz hasonlóan ennek a lemeznek az anyaga is a 2005. augusztus 26-án vastagbél rákban elhunyt gitáros Denis D'Amour (Piggy) hagyatékából állt össze. A basszus-témákat ismét Jason Newsted (ex-Metallica) játszotta fel.

## Az album dalai
Az összes szám zenéjét a Voivod írta, a dalszövegeket pedig Denis Belanger.
1. God Phones – 5:07
2. From the Cave – 2:54
3. Earthachev – 3:21
4. Global Warning – 4:40
5. A Room with a V.U. – 4:49
6. Destroy After Reading – 4:27
7. Treasure Chase – 3:37
8. Krap Radio – 3:45
9. In Orbit – 4:12
10. Deathproof – 3:35
11. Pyramidome – 4:27
12. Morpheus – 5:31
13. Volcano – 7:38

## Zenekar
- Denis Belanger "Snake" – ének
- Denis D'Amour "Piggy" – gitár
- Michel Langevin "Away" – dobok
- Jason Newsted "Jasonic" – basszusgitár